# Сираиси, Кадзуко
Кадзуко Сираиси (яп. 白石 かずこ Сираиси Кадзуко, 27 февраля 1931, Ванкувер, Британская Колумбия — 14 июня 2024) — японская поэтесса, эссеист.

## Биография и творчество
Родилась в канадском Ванкувере. В возрасте семи лет вернулась вместе с семьёй в Японию. Стихи начала писать ещё будучи подростком. Примыкала к группе «VOU» поэта Тацуэ Китадзоно. Дебютировала в студенческие годы (училась на филологическом факультете Университета Васэда) со сборником «Улицы, заваленные яйцами» (1951). Некоторое время была замужем за режиссёром Масахиро Синодой. После развода возобновила творческую деятельность. В 1960 году вышел сборник «Тигриная игра», в 1970 году — «Сезон святого вожделения» (премия H), в 1973 году написала стихи для фотоальбома Хадзимэ Саватари «Надя в лесу», в 1978 году — «Каноэ возвращается в будущее» (премия Мугэн), в 1982 году — «Песочное племя» (премия Фудзимуры), в 1997 году — «Явленные» (премия Дзюна Таками и премия «Ёмиури») и др. В 2009 году была вновь удостоена премии «Ёмиури» как эссеист за сборник «Пейзаж поэзии, портрет поэта».
На раннем этапе своего творчества испытала влияние модернистского стиха и сюрреализма. Начиная с 1960-х, в поэзии Сираиси стал заметен сдвиг в сторону поэзии битников и большей импровизационности (часто декламировала стихи под джазовый аккомпанемент). Стихи Сираиси на английский язык переводил Аллен Гинзберг. Международной известности Сираиси также способствовало её активное участие во многочисленных поэтических фестивалях в Америке и Европе, где она выступала с публичными чтениями. Помимо поэзии, пишет адресованные женской аудитории эссе, опубликовала сборник фоторабот. Примыкала к радикальными феминистам на заре этого движения в Японии. Является сторонником общества «Статья 9».
Умерла 14 июня 2024 года от сердечной недостаточности в возрасте 93 лет.

## Сочинения

### Избранные сборники стихов
- «Улицы, заваленные яйцами» (卵のふる街, 1951)
- «Тигриная игра» (虎の遊戯, 1960)
- «Сезон святого вожделения» (聖なる淫者の季節, 1970)
- «Чёрное утро» (ブラックの朝, 1974)
- «Каноэ возвращается в будущее» (一艘のカヌー、未来へ戻る, 1978)
- «Песочное племя» (砂族, 1984)
- «Письма от песочного племени» (砂族からの手紙, 1984)
- «Испепеляющая мысль» (炎える瞑想, 1986)
- «Явленные» (現れるものたちをして, 1996)

### Эссе
- «Пейзаж поэзии, портрет поэта» (詩の風景・詩人の肖像, 2007)